# 聖ヨハネ賛歌

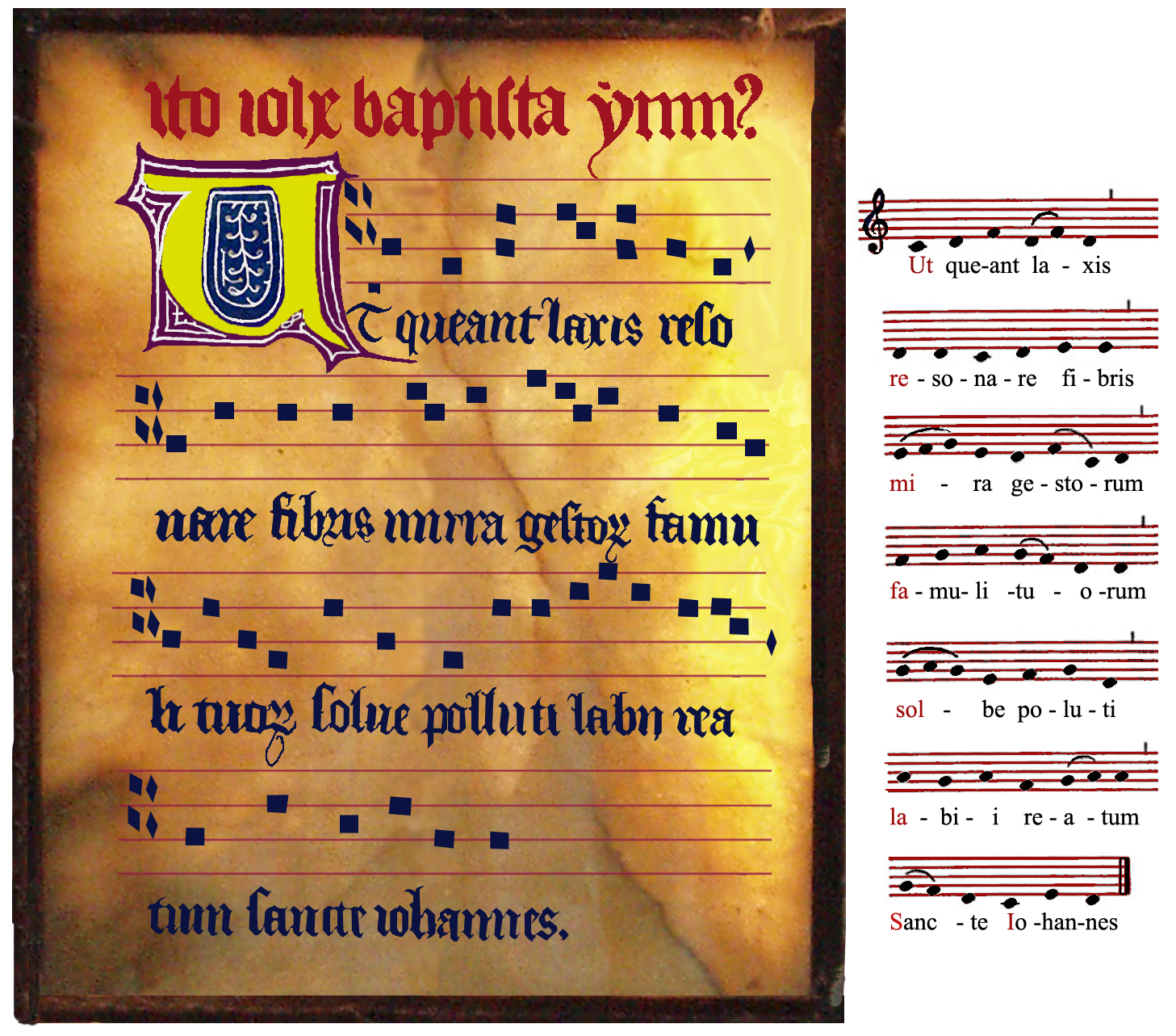
聖ヨハネ賛歌

聖ヨハネ賛歌（せいよはねさんか）または聖ヨハネの夕べの祈り（せいよはねのゆうべのいのり）とは中世の賛歌のひとつである。階名の由来になったことで知られている。

## 歌詞
歌詞はラテン語で、サッフォー風スタンザ（11音節の詩行が3つと、最後が5音節）で書かれている。
Ut queant laxis

Resonare fibris

Mira gestorum

Famuli tuorum

Solve polluti

Labii reatum

Sancte Iohannes
（大意）

あなたの僕（しもべ）が

声をあげて

あなたの行いの奇跡を

響かせることができるように

私たちのけがれた唇から

罪を拭い去ってください

聖ヨハネ様。

このラテン語テキスト（祈祷文）は、もともとはパウルス・ディアコヌス（助祭パウルス、720頃～799） の作とされている。13世紀に書かれたヤコブス・デ・ウォラギネによる『黄金伝説』第81章「洗者聖ヨハネの誕生」にはこの祈祷文の由来について次のように書かれている。 
ランゴバルド人の歴史家、ローマ教会の助祭、モンテカシーノの 修道士であったパウルスは、あるときろうそくを聖別することになっ たが、いつもはなかなかののど自慢であったのに、急にのどがかす れて声が出なくなった。そこで、声がまた出るようになりますよう にと願って、聖ヨハネのために、「おお、おんみのしもべたちが、みわざをたたえる喜びの声を張り上げることができますように」という讃歌をつくった。この冒頭の詩句は、かつてザカリアに声がもどったように、わたしにも声をもどしてくださいますようにというパウルスの祈りなのである。（前田敬作、山口裕訳の人文書院版第２巻p.324）
グイドは、この祈祷文が、聖歌を歌う修道士の教育に適すると考えたと推定される。

## 階名との関連
第1節から第6節まで、その節の最初の音はそれぞれC - D - E - F - G - Aの音になっている。このことからグイド・ダレッツォはこの歌詞の初めの文字を階名として使用しようと考え、第1節から第6節までの歌詞を利用して"Ut - Re - Mi - Fa - Sol - La"の階名を発明した。この聖歌の旋律は、音階を覚えやすくするためにグイドが作曲したとする説もある。
音名が7つあるのに対して階名は6つしか無かったため、音域によって読み替えをする必要があったが、後に"Si"が付け加えられた。
また、"Ut"は発音が容易な"Do"になった。
これにより、現在の階名「ドレミファソラシ」が成立した。